# José Eugenio Jacquet
José Eugenio Jacquet fue un político y abogado paraguayo que tuvo gran influencia durante la dictadura de Alfredo Stroessner siendo ministro de Justicia y Trabajo, miembro del Cuatrinomio de Oro y líder los Grupos de Acción Anticomunista.

## Trayectoria política
Jacquet asumió el cargo de ministro de Justicia y Trabajo durante la dictadura militar de Alfredo Stroessner, desempeñando funciones clave en la coordinación del aparato judicial y administrativo del régimen. Fue uno de los principales impulsores de los Grupos de Acción Anticomunista (GAA), una organización paramilitar clandestina que operó como un brazo informal del aparato represivo del régimen, con funciones similares a las de una policía secreta.

## Juicio y condena
Tras el derrocamiento de Stroessner en 1989, fue arrestado y juzgado por malversación de fondos presupuestarios. Fue declarado culpable y condenado a cinco años de prisión. Tras el cumplimiento de su condena, ejerció la abogacía y se mantuvo alejado de la política.

## Declaraciones posteriores
En 2018, Jacquet asistió al acto de proclamación de las nuevas autoridades nacionales y realizó declaraciones en las que defendió el régimen stronista, argumentando que la construcción del gobierno paraguayo «es el resultado de todas aquellas gestiones que hizo, entre comillas, "lo que llaman la dictadura" y todo aquello que hace que hoy podamos tener y estar gozando de sus beneficios», y si bien reconoció que durante el stronismo se actuó con «mano dura», alegó que esta situación tuvo que adoptarse ante la falta de leyes y normas sociales en esa época y negó que se haya matado o torturado a ciudadanos, afirmando que «los muertos fueron en combate».